# Mrówczan metylu
Mrówczan metylu, HCOOCH
3 – organiczny związek chemiczny z grupy estrów, ester metanolu i kwasu mrówkowego.
Jest stosowany jako rozpuszczalnik do farb i lakierów oraz w syntezie organicznej.